# Сан Донино (Болоња)
Сан Донино (итал. San Donino) је насеље у Италији у округу Болоња, региону Емилија-Ромања.
Према процени из 2011. у насељу је живело 379 становника. Насеље се налази на надморској висини од 20 м.